# Kirby & the Amazing Mirror
Kirby & the Amazing Mirror, i Japan känd som Kirby of the Stars: The Great Labyrinth of the Mirror (星のカービィ 鏡の大迷宮 Hoshi no Kābī Kagami no Daimeikyū?), är ett plattformsspel i Kirby-serien, som släpptes 2004 till Game Boy Advance. Det är det enda Kirby-spelet där Kirbys nemesis King Dedede inte är med, och är det sista Kirby-spelet till konsolen.
Spelet har återsläppts i Europa till Club Nintendo-medlemmar.

## Gameplay
Till skillnad från tidigare spel i serien är Kirby & the Amazing Mirrors banor utformade som labyrinter. Spelkartan sträcker sig åt alla riktningar, och så länge Kirby har rätt powerup med sig, så kan han ta sig till vilket område som helst i spelet i vilken ordning som helst, bortsett från den sista banan, som bara kan spelas just sist.
Spelet innehåller också ett multiplayer-läge, och spelaren kan ropa på hjälp från andra spelare eller datorstyrda Kirbys till platsen där de befinner sig, med hjälp av en telefon i spelet.
Det finns ett antal nya powerups i Kirby & the Amazing Mirror, såsom Cupid (Angel på japanska), som låter Kirby flyga omkring med änglavingar, en gloria och eldpilar; Missile, som förvandlar Kirby till en missil som kan styras i alla riktningar, och som exploderar vid kontakt med väggar och fiender, eller när spelaren trycker på B-knappen; Smash, som ger Kirby de krafter han hade i spelet Super Smash Bros. Melee. I Kirby & the Amazing Mirror har Kirbys förmåga att suga in olika föremål i munnen begränsats; munnen är öppen tills han behöver andas. Då avbryts insugningen och måste börjas om på nytt igen.

## Mottagande
Kirby & the Amazing Mirror möttes generellt av positiva recensioner, och fick ett genomsnitt på 80/100 på Metacritic.
| Mottagande               | Mottagande    |
| Samlingsbetyg            | Samlingsbetyg |
| Tjänst                   | Betyg         |
| ------------------------ | ------------- |
| Gamerankings             | 78,69 %       |
| Metacritic               | 80/100        |
| Recensionsbetyg          |               |
| Publikation              | Betyg         |
| Computer and Video Games | 8,3/10        |
| Gamespot                 | 8,2           |
| Gamespy                  | [ 5 ]         |